# سون سیسترز، لندن
longitudeسون سیسترز، لندنlatitudeسون سیسترز، لندن
سون سیسترز، لندن (به انگلیسی: Seven Sisters) یک ناحیه در لندن است که در منطقه هرینگی لندن واقع شده‌است.
این ناحیه در سال ۲۰۱۱ میلادی ۱۵٬۹۶۸ نفر جمعیت داشته‌است.